# Así como habían sido
Así como habían sido és una pel·lícula espanyola estrenada el 1987, barreja d'intriga i comèdia, dirigida per Andrés Linares, protagonitzada per Juan Diego i Antonio Banderas. Ambdós van optar al Fotogramas de Plata 1988 per la seva actuació a la pel·lícula.

## Argument
Tomás, un músic de prestigi internacional, torna a Espanya després d'anys d'estar a l'estranger, i es posa en contacte amb Alberto, un antic company del conservatori. Alberto, per proposar-li treballar en un nou projecte musical. Tanmateix, el seu veritable objectiu és el d'esbrinar el parador d'un amic comú, Damián, desaparegut misteriosament després de la marxa d'Espanya de Tomás.

## Repartiment
- Massimo Ghini -Tomás
- Juan Diego - Alberto
- Antonio Banderas - Damián
- Nina van Pallandt -Elena